# Vladimír Menšík
Vladimír Menšík, właśc. Vladislav Menšík (ur. 9 października 1929 w Ivančicach k. Brna, zm. 29 maja 1988 w Brnie) – czeski aktor charakterystyczny i prezenter telewizyjny.

## Życiorys
Urodził się i dorastał w Ivančicach. Występował w zespole pieśni i tańców Adolfa Pišteláka. Ukończył szkołę inżynierii mechanicznej i przez pewien czas pracował w Brnieńskich Zakładach Maszynowych w Brnie. Dopiero później próbował dostać się na Wydział Teatralny Akademii Sztuk Scenicznych im. Janáčka (JAMU) w Brnie, co udało mu się za drugim podejściem. Nauczyciele chwalili go za to, że potrafi dobrze śpiewać. Umiał także grać na klarnecie, pianinie i mandolinie. Po ukończeniu studiów, dołączył do objazdowego Teatru Wiejskiego, gdzie spędził jeden sezon 1953/1954. Następnie został zaangażowany przez Emila Františka Buriana do teatru D 34, z którym był związany w latach 1954–1958 i odniósł sukces w sztuce Poszukiwacz światła. 
W 1958 rozpoczął współpracę z filmowym studiem Barrandov w Pradze. Po raz pierwszy stanął przed kamerą w roli podoficera w komedii Niepewny strzelec (Váhavý střelec, 1956) u boku Jaroslava Marvana i Jana Tříski. Większą uwagę zwrócił na siebie rolą włoskiego mechanika samochodowego w komedii Alfréda Radoka Pierwszy wyścig (Dědeček automobil, 1956). Zagrał w ponad 150 filmach i produkcjach telewizyjnych. Pisał także scenariusze filmowe. Sporadycznie występował w teatrze. Ostatni raz pojawił się na telewizyjnym ekranie 27 maja 1988 w programie Abeceda, gdzie niezwykle poważnie wypowiadał się na temat zdrowia.
Ciężko chorował na astmę, mimo to był nałogowym palaczem i zmagał się z alkoholizmem. Zmarł 29 maja 1988 w Szpitalu Uniwersyteckim św. Anny w Brnie w wieku 58 lat. Został pochowany na Cmentarzu Olszańskim w Pradze.

## Filmografia
- Pierwszy wyścig (Dědeček automobil, reż. Alfréd Radok, 1957)
- Fałszerz (Padělek), reż. Vladimír Borský, 1957)
- Wrześniowe noce (Zářijové noci, reż. Vojtěch Jasný, 1957)
- O chłopie co okpił śmierć (Dařbuján a Pandrhola, reż. Martin Frič, 1959)
- Człowiek z pierwszego stulecia (Muž z prvního století, reż. Oldřich Lipský, 1961)
- Gdy przychodzi kot (Až přijde kocour, reż. Vojtěch Jasný, 1963)
- Między nami złodziejami (Mezi námi zloději, reż. Vladimír Čech, 1964)
- Lemoniadowy Joe (Limonádový Joe aneb Koňská opera, reż. Oldřich Lipský, 1964)
- Dwaj muszkieterowie (Bláznova kronika, reż. Karel Zeman, 1964)
- Miłość blondynki (Lásky jedné plavovlásky, reż. Miloš Forman, 1965)
- Morderstwo po czesku (Vražda po našem, reż. Jiří Weiss, 1966)
- Kto chce zabić Jessii? (Kdo chce zabít Jessii?, reż. Václav Vorlíček, 1966)
- Małgorzata, córka Łazarza (Marketa Lazarová, reż. František Vláčil, 1967)
- Wszyscy dobrzy rodacy (Všichni dobří rodáci, reż. Vojtěch Jasný, 1968)
- Palacz zwłok (Spalovač mrtvol, reż. Juraj Herz, 1968)
- Królewskie igraszki (Slasti Otce vlasti, reż. Karel Steklý, 1969)
- Jest pan wdową, proszę pana! (Pane, vy jste vdova!, reż. Václav Vorlíček, 1970)
- Pan Tau (Hledá se pan Tau, reż. Jindřich Polák, 1972)
- Dziewczyna na miotle (Dívka na koštěti, reż. Václav Vorlíček, 1972)
- Trzy orzeszki dla Kopciuszka (Tři oříšky pro Popelku, reż. Václav Vorlíček, 1974)
- Historia jednej kamienicy (Byl jednou jeden dům, serial TV, reż. František Filip, 1974)
- Jak utopić doktora Mraczka (Jak utopit dr. Mráčka aneb Konec vodníků v Čechách, reż. Václav Vorlíček, 1974) jako Karel
- Pod jednym dachem (Chalupáři, serial TV, reż. František Filip, 1975)
- Brygada upał (Parta hic, reż. Hynek Bočan, 1977)
- Kobieta za ladą (Žena za pultem, serial TV, reż. Jaroslav Dudek, 1977)
- Szpinak czyni cuda! (Což takhle dát si špenát, reż. Václav Vorlíček, 1977)
- Jutro wstanę rano i oparzę się herbatą (Zítra vstanu a opařím se čajem, reż. Jindřich Polák, 1977)
- Cudowni mężczyźni z korbką (Báječní muži s klikou, reż. Jiří Menzel, 1978)
- Królewicz i gwiazda wieczorna (Princ a Večernice, reż. Václav Vorlíček, 1978)
- Złote węgorze (Zlatí úhoři, reż. Karel Kachyňa, 1979)
- Miłość między kroplami deszczu (Lásky mezi kapkami deště, reż. Karel Kachyňa, 1979)
- Arabela (serial TV, reż. Václav Vorlíček, 1979)
- Goście (Návštěvníci, serial TV, reż. Jindřich Polák, 1983)
- Latający Czestmir (Létající Čestmír, serial TV, reż. Václav Vorlíček, 1984)
- Dobre gołębie wracają (Dobří holubi se vracejí, reż. Dušan Klein, 1988)
- W pogoni za rysiem (Hurá za ním, reż. Radim Cvrček, 1988)